# Макарово (Забайкальский край)
Макарово — село в Шилкинском районе в Забайкальском крае России. Входит в состав Усть-Теленгуйского сельского поселения. Население — 59 чел. (2010).

## География
Небольшое село находится на юге района, на реке Онон, в 8 км к юго-юго-востоку от с. Усть-Теленгуй.
Были зафиксированы две улицы: Луговая и Набережная.

## История
Село образовано в 1870 году, по другим данным, в 1710 году или, неопределенно, в начале XVIII в. Упоминается в дорожном журнале Второй Камчатской экспедиции 1735 года.

## Население
| 2010 |
| ---- |
| 59   |

## Известные жители
До призыва на военную службу учителем начальной школы в деревне Макарово работал будущий Герой Советского Союза (1945) Фёдор Михайлович Пузырёв (1920—2003).

## Инфраструктура
Имеется начальная школа, клуб, библиотека, фельдшерско-акушерский пункт.